# Banco de la Herradura
El banco de la Herradura o banco de Djibouti es un macizo volcánico ubicado en el centro de la cuenca del mar de Alborán en España. Se ubica sobre la llamada meseta de Motril; y forma tres montes submarinos, siendo el más destacable, el monte de la Herradura, que es otro nombre al volcán Djibouti. La Herradura; y los otros macizos volcánicos; Algarrobo y El Idrissi; está compuesto de basalto y riolitas muy antiguos. Su última erupción data del mioceno; como el resto de los volcanes costeros de Marruecos, y de la zona SE de España.